# قیوم الاسماء

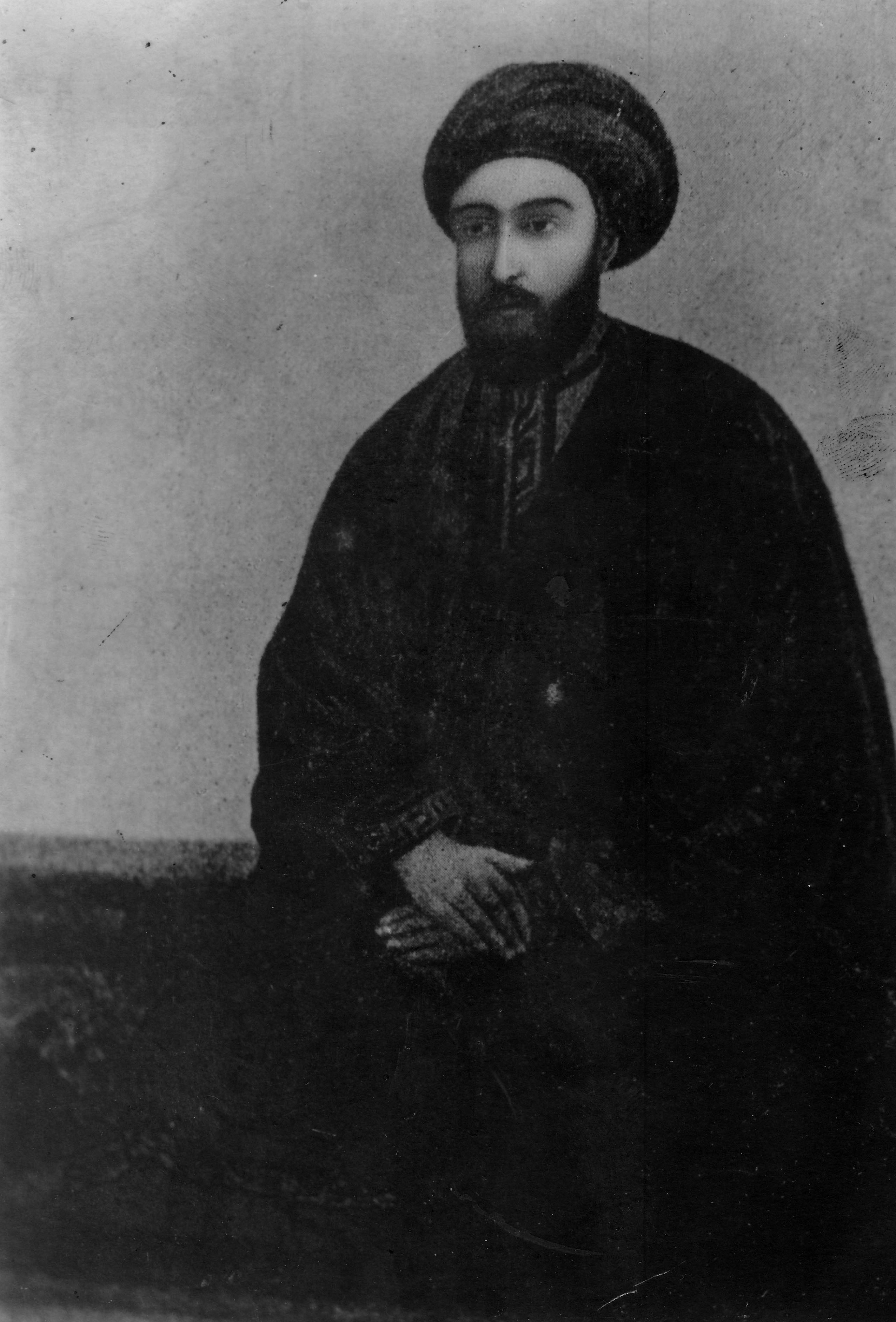
سید علی محمد شیرازی مشهور به باب

صفحه نخست کتاب قیوم الاسماء

کتاب قیوم الاسماء اولین اثر سیدعلی محمد باب بعد از اظهار دعوی رسالتش است. ملاحسین بشرویه‌ای یکی از شاگردان برجسته سیدکاظم رشتی بود که بعد از فوت وی به منظور یافتن قائم موعود از کربلا به شیراز سفر نمود. او در شیراز به باب برخورد. ملاحسین بشرویه‌ای با دیدن شروع نزول کتاب قیوم الاسماء توسط باب در حضور وی در شب پنجم جمادی الاولی ۱۲۶۰ (پنجشنبه ۲ خرداد ۱۲۲۳)، به وی ایمان آورد و نخستین پیرو او شد. او در نهایت در راه باب کشته شد. این کتاب در آن شب با سورۀالملک آغاز شد و نگارش آن تا ۴۰ روز بعد از آن به طول انجامیده است. این تفسیر به زبان عربی نازل شده‌است و پس از آن توسط طاهره قرةالعین به فارسی ترجمه شده‌است که البته این ترجمه در دسترس نیست. قیوم الاسماء ۱۱۱ سوره دارد که به ترتیب هر سوره تفسیری از یکی از ۱۱۱ آیه سوره یوسف قرآن است.  ازینرو قیوم الاسماء با عناوین احسن القصص و تفسیر سوره یوسف نیز شناخته می‌شود. بهاءالله از این اثر به عنوان اولین و بزرگترین کتاب‌ها یاد می‌کند و شوقی افندی آن را قرآن دوران بابی می‌داند.
با اینکه در ابتدای کتاب باب با بیان این نکته که کتاب از جانب امام دوازدهم بر بنده اش ظاهر شده، دعوی بابیت امام غائب می‌کند  ولی در اثنای کتاب دعوی رسالت و وحی را به وضوح می‌توان یافت. در آثار حاجی محمد کریم خان کرمانی پیشوای مکتب شیخیه و از مخالفان سرسخت باب، به این دعوی باب اشاره شده‌است. به نظر کریم خان از همان اثر نخستین باب یعنی قیوم الاسماء برمی آید که باب ادعای رسالت داشته‌است. در همان زمان در کربلا نیز عده ای از علمای شیعی و سنی و شماری از پیشوایان شیخیه و اهل تصوف با استناد به کتاب قیوم الاسماء در فتوایی دست جمعی به همین نتیجه رسیده بودند.
باب در این کتاب از قرب ظهور قائم و وقوع قیامت می گوید و کتاب را فرقانی جدید برای تشخیص حق از باطل معرفی می‌کند که خداوند به او تعلیم داده است و اسرار قرآن و سایر کتب آسمانی در آن است. مخاطب کتاب قیوم الاسماء تمام مردم دنیا هستند و باب در این کتاب از حاکمان می‌خواهد که امرش را به تمام دنیا برسانند. وی همچنین به علماء اخطار میدهد که هر اجتهادی که بر پایه علمِ به این کتاب بنا نشده باشد فاقد ارزش و بی اعتبار است.